# Leucauge moerens
Leucauge moerens är en spindelart som först beskrevs av O. Pickard-Cambridge 1896.  Leucauge moerens ingår i släktet Leucauge och familjen käkspindlar. Inga underarter finns listade i Catalogue of Life.